# ウィキペディアモバイル (ウェブサイト)
ウィキペディアモバイルサイトとは、ウィキメディア財団が公式に運営する携帯機器（PDA・携帯電話・スマートフォン・タブレット）でウィキペディアを閲覧・執筆するためのウェブサイトである。
ウィキペディアモバイルのURLはhttps://[言語名].m.wikipedia.org/である。

## 歴史
ウィキペディアは2004年頃からWAPを通して携帯機器からアクセスされていた。公式のモバイル対応（ウィキペディアモバイル）は2000年代末から始まり、2008年12月15日に14言語版ウィキペディアを対象に試験的なモバイルサイト（mobile.wikipedia.org）が立ち上げられた。約6か月の公開テスト期間を経て2009年6月30日に英語版・ドイツ語版ウィキペディアの正式なウィキペディアモバイル（m.wikipedia.org）が立ち上げられ、Android・iPhone・Amazon Kindle・Palm Preでの記事閲覧に対応した。その後、他言語版ウィキペディアが順次ウィキペディアモバイルに対応した。ウィキペディアモバイルは、2013年5月にジオタギング記事との連携、2013年7月に記事の執筆・編集、画像のアップロードを可能にするなど、機能を拡張している。

## URL
ウィキペディアモバイルのURLは、全言語版ウィキペディアで共通して本家ウィキペディアのページのURLの言語コード2文字の後ろに.mを追加したhttps://[lang].m.wikipedia.org/である。
例えば日本語版ウィキペディアホームページは以下となる。
- https://ja.wikipedia.org/wiki/メインページ - デスクトップサイトURL
- https://ja.m.wikipedia.org/wiki/メインページ - モバイルサイトURL

## 機能

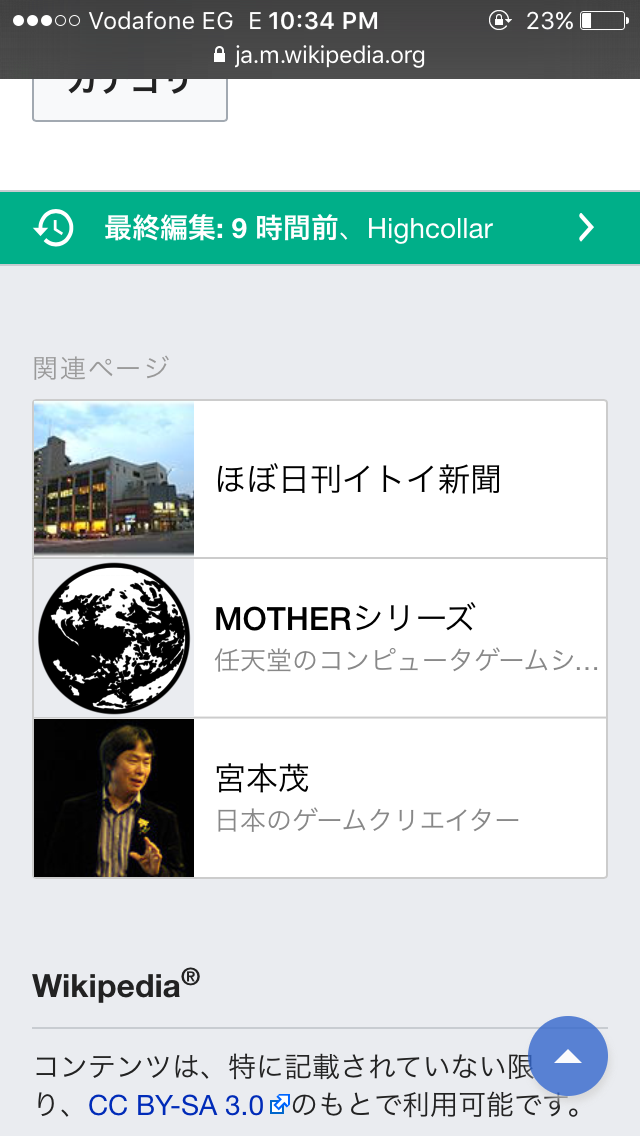
記事の下に表示される「関連ページ」（2016年）

ウィキペディアモバイルはモバイル端末に適したウィキペディア閲覧・執筆機能を持っている。
ウェブサイトのレイアウトはモバイルに最適化した表示とし、ウェブページは主題に関する情報のみをシンプルなレイアウトで表示する。デスクトップサイトにあるようなサイドメニューやヘッダー・フッターの修飾情報はなく、ヘッダーに検索ボックス、フッターにライセンス情報を最低限に配置する。メインページは秀逸な記事・今日は何の日・今日の一枚などを表示する。記事は記事本文を主に表示し、インフォボックス、目次は表示位置を変更している。記事は節毎に折り畳み表示をすることができる。記事のナビゲーションテンプレートやカテゴリは表示されない。
記事の下に「関連ページ」が自動的に表示される。
新規の記事執筆、既存記事の編集、ウィキメディアコモンズへの画像のアップロードが可能である。既存記事の編集は節単位でのみの編集を可能とし、デスクトップサイトと異なり導入部のみを対象とした編集もできる。記事全体の編集をする場合はデスクトップ表示に切り替えて記事編集を実施する。
デスクトップサイトからモバイルサイトへはフッターのモバイルビューリンクから、モバイルサイトからデスクトップサイトへはフッターのデスクトップリンクから移動することが出来る。
携帯機器のGPS等の位置情報取得機能とウェブブラウザが連携可能な場合、利用者の位置情報からFoursquareやFacebookが提供するような読者の近くの博物館・歴史建造物・公園などに関する記事を紹介する特別ページ（en:Special:Nearby、日本語版: 特別:付近）が利用可能である（パソコン向けサイトを含む）。
ウィキペディアモバイルにはベータ版があり、個人設定でベータ機能を有効にすることで試験的に導入されている機能を利用することができる。デスクトップサイトのベータ版とは独立しており、設定の有効・無効、利用可能な機能も異なる。
ウィキペディアモバイルの機能はHelp:携帯端末でのアクセスで解説されている。